# 陕北之战
陕北之战，大顺永昌元年（清世祖顺治元年，1644年）十二月，清军与李自成大顺军在陕北进行的战役，与同时的潼关之战导致大顺的迅速灭亡。
李自成亲率大顺军主力在潼关与多铎部清军决战时，清朝英亲王阿济格统军进入陕北。其部下有固山额真谭泰等满军，平西王吴三桂、智顺王尚可喜及从宣府、大同、山西调拨的降附军。大顺毫侯李过守延安，高一功守榆林。阿济格命姜瓖统领明朝降兵围攻榆林，自己带主力经过米脂攻延安。李过在延安同清军展开七次激战。大顺军两次乘夜反击，但兵力不足，未能奏效。1644年十二月，清军克延安。李过率军向西转移；阿济格率清军主力南下西安。高一功据守榆林半月之后，得知李自成放弃西安，料一城自难久守，主动放弃该地，实力没有多大损失。1645年正月十四日夜间，唐通与阿济格委任的榆林巡抚赵兆麟进入榆林。
李过、高一功率部向西转移，先到宁夏的惠安堡，然后会合了镇守西北甘肃、青海（当时为西宁卫）等地的大顺军党守素、蔺养成、贺兰等部一道向南撤退。其他奉大顺之命驻守西北原明朝将领如马科、左瓖、牛成虎等都投降清朝。李过、高一功等计划由陕西汉中入蜀，顺长江东下湖北。镇守汉中的大顺军旧部贺珍、罗岱、党孟安、郭登先四将降清，阻击李过、高一功等部。李过、高一功等部由汉中南下四川太平、东乡、达州、夔州等处，然后顺江东下，在1645年夏抵达荆州。李过、高一功领导的经四川入湖广的部队成了后期大顺军联明抗清的主力。